# Salle de concert

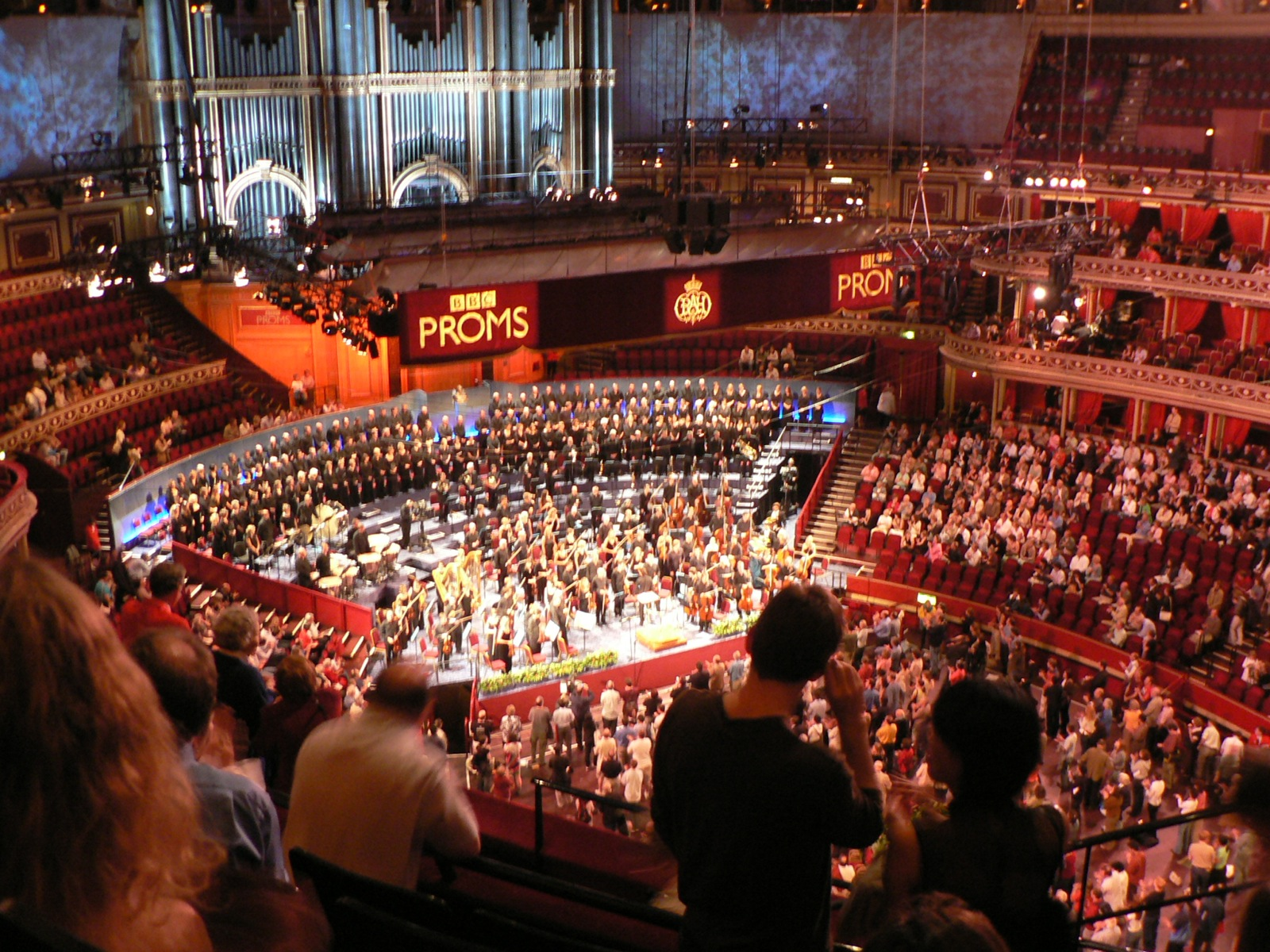
Le Royal Albert Hall (Londres).

Une salle de concert ou salle de concerts est une salle de spectacle destinée au déroulement de concerts. On trouve dans ce genre de salle tous les éléments de sonorisation et d'éclairage destinés au bon déroulement de celui-ci. 
L'acoustique d'une salle de concert est étudiée d'un point de vue architectural et par le choix des matériaux, afin de permettre une bonne écoute, sans réverbération. 
Certaines sont spécialisées dans un genre musical particulier, comme les clubs de jazz.